# Николай Константинович
Великий князь Николай Константинович (2 [14] февраля 1850, Санкт-Петербург — 14 [27] января 1918, Ташкент) — старший из детей великого князя Константина Николаевича, младшего брата российского императора Александра II. Внук Николая I.
После семейного скандала (по большинству свидетельств, великий князь совершил кражу драгоценностей) в декабре 1874 года указом своего дяди Александра II публично объявлен психически больным, став единственным из Романовых, кого официально признали недееспособным. В дальнейшем Николай Константинович проживал в фактической ссылке, не занимая государственных или военных должностей, с 1881 года — в Ташкенте, где умер вскоре после Октябрьской революции. Занимался научными, общественными и благотворительными проектами.

## Биография

### Молодость

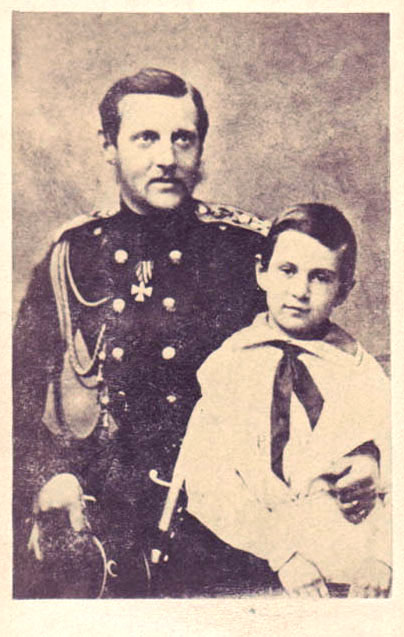
Великий князь Константин Николаевич с сыном Николаем

Окончил Академию Генерального штаба, в которую он поступил по собственной инициативе в 1868 году, став первым из Романовых, окончившим высшее учебное заведение, причём в числе лучших выпускников — с серебряной медалью. После завершения учёбы он путешествовал за границей, где начал собирать свою коллекцию западноевропейской живописи.
После путешествия по Европе поступил в лейб-гвардии Конный полк и в 21 год стал командиром эскадрона. В это время на одном из балов-маскарадов он познакомился с американской танцовщицей Фанни Лир (настоящее имя Harriet Blackford, 1848—1886), которая была одного с ним возраста, но к тому времени уже побывала замужем и имела малолетнюю дочь. У них начался роман, что обеспокоило его родителей. Константин Николаевич нашёл предлог, чтобы удалить сына из Петербурга: в 1873 году Николай Константинович отправился в составе русских экспедиционных войск в поход на Хиву. Во главе авангарда Казалинского отряда, понёсшего наибольшие потери, следовал одним из труднейших маршрутов, через пустыню Кызыл-кум. Первая же разведгруппа, возглавленная им, попала в такой плотный артиллерийский огонь, что в отряде их возвращения живыми уже не ждали. За участие в Хивинском походе был награждён орденом Святого Владимира 3-й степени.
По возвращении из Средней Азии, которой Николай Константинович был очарован, его всерьёз заинтересовала ориенталистика. Он начал принимать участие в работе Императорского Русского географического общества: там среди учёных вызревала идея Амударьинской экспедиции. Её целью было максимально изучить только что завоёванный Россией край и подвергнуть детальному научному анализу его потенциал. Подобные планы взбудоражили, захватили блестящего флигель-адъютанта Государя. В Географическом обществе были, разумеется, рады августейшему вниманию. Николая Константиновича избрали почётным членом ИРГО и назначили начальником экспедиции.
Между тем Николай Константинович снова съездил в Европу в компании своей возлюбленной — Фанни Лир. Там он продолжил пополнять свою художественную коллекцию. В это время в круг его общения входил 19-летний корнет Савин, знаменитый впоследствии авантюрист, по слухам также состоявший с Лир в любовной связи. Позднее Савин позиционировал себя в качестве адъютанта Николая Константиновича и «личного поставщика проституток» для него.

### Семейный скандал

1867 год. Николай Константинович в кругу родных. Слева направо сидят сестра Ольга и её жених Георг Греческий, мать — Александра Иосифовна. Нижний ряд: Великие князья Константин Константинович, Вячеслав Константинович и Дмитрий Константинович — младшие братья Николая Константиновича

В апреле 1874 года его мать — Александра Иосифовна — обнаружила в Мраморном дворце пропажу трёх бриллиантов с оклада одной из икон, которой император Николай I благословил её брак. Великий князь Константин Николаевич вызвал полицию, и вскоре бриллианты были найдены в одном из ломбардов Санкт-Петербурга. Поиски привели к человеку, отнёсшему бриллианты в ломбард — адъютанту великого князя Е. П. Варнаховскому, мнение о виновности которого сохранилось и позже. На допросе 15 апреля он категорически отрицал причастность к краже и говорил, что лишь отнёс в ломбард камни, переданные ему великим князем Николаем Константиновичем.
Николай, присутствовавший на допросе, поклялся на Библии, что не виновен, — чем, как говорили, усугубил свой грех. Отцу же он сказал, что готов, выручая своего товарища Варнаховского, взять вину на себя. Император Александр II, взявший дело под личный контроль, подключил к расследованию шефа корпуса жандармов графа П. А. Шувалова. Тот три часа допрашивал в Мраморном дворце арестованного Николая Константиновича в присутствии отца, который позднее в своём дневнике писал: «Никакого раскаяния, никакого сознания, кроме, когда уже отрицание невозможно, и то пришлось вытаскивать жилу за жилой. Ожесточение и ни одной слезы. Заклинали всем, что у него осталось святым, облегчить предстоящую ему участь чистосердечным раскаянием и сознанием! Ничего не помогло!» В конечном итоге пришли к выводу, что бриллианты были похищены Николаем Константиновичем, а вырученные деньги должны были пойти на подарки любовнице князя — 24-летней американской танцовщице Фанни Лир (англ. Fanny Lear; настоящее имя Hattie Blackford).
На семейном совете — общем собрании членов монаршей семьи — после долгих дебатов (как варианты предлагались: отдать в солдаты, предать публичному суду и сослать на каторгу) было принято решение, наносившее минимальный вред престижу царской семьи. Решено было признать великого князя Николая душевнобольным, а затем он по указу императора навсегда высылался из столицы империи. Фанни Лир была выдворена из России с запрещением когда-либо сюда возвращаться. С Великим князем она больше никогда не встречалась.
Николаю Константиновичу было объявлено фактически два приговора. Первый — для публики — состоял в признании его безумным и недееспособным и наложении опеки на его имущество; диагноз подтверждался ссылкой на авторитетных экспертов-врачей. Смысл второго приговора — семейного — состоял в том, что в бумагах, касающихся Императорского Дома, запрещалось упоминать его имя, а принадлежавшее ему наследство передавалось младшим братьям. Он также лишался всех званий и наград и вычёркивался из списков полка. Он высылался из Петербурга навечно и был обязан жить под арестом в том месте, где ему будет указано.
Публичная версия событий была представлена в опубликованном указе Александра II:

Указ Министру Императорского Двора и уделов.
По случаю обнаружившихся, в начале сего года, некоторых ненормальных явлений в общем состоянии здоровья и в действиях Его Императорского Высочества Великого Князя Николая Константиновича, имевших признаки начала душевной болезни, Мы повелели: Двора нашего лейб-медику, консультанту тайному советнику Здекауеру и профессору Нашей Медико-Хирургической Академии, директору Клиники душевных болезней, действительному статскому советнику Балинскому освидетельствовать состояние здоровья Его Высочества и затем иметь за ним тщательное врачебное наблюдение.
Усмотрев ныне из представленных Нам по сему предмету донесений и медицинских исследований, что Его Императорское Высочество Великий Князь Николай Константинович страдает расстройством умственных способностей и потому, к прискорбию Нашему и Его Августейших Родителей, не может сознательно располагать своими действиями, Мы повелеваем:
1. Учредить над Великим Князем Николаем Константиновичем и над его имуществом опеку, в лице его Августейшего Родителя Его Императорского Высочества Великого Князя Константина Николаевича.
2. Опеке сей действовать на основании данных Нами указаний.

К исполнению сего Нашего указа вы имеете учинить надлежащие распоряжения.
На подлином собственноручно Его Императорского Величества рукою написано: АЛЕКСАНДР
В С.-Петербурге, 11-го декабря 1874 года.

### В ссылке. Научные проекты

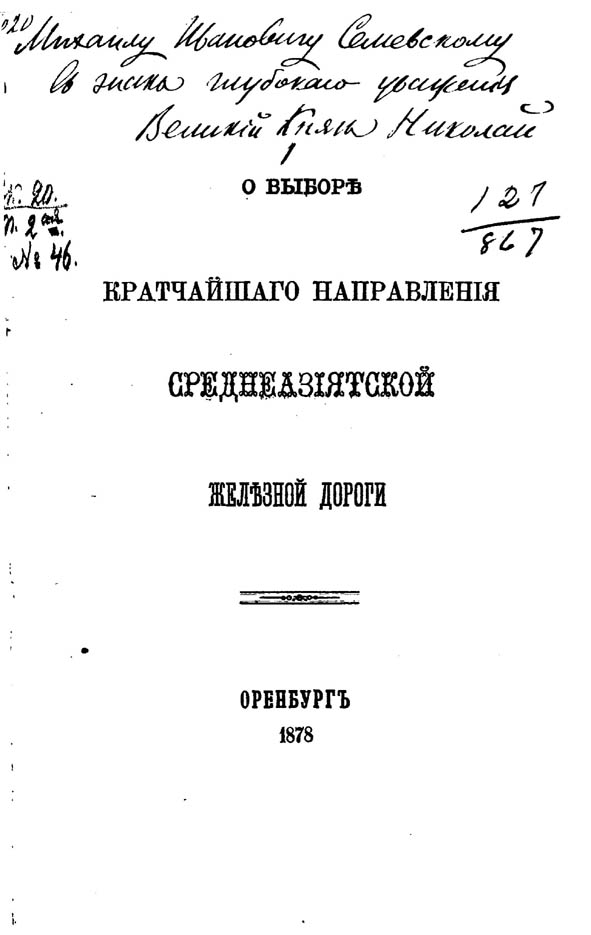
Титульный лист доклада великого князя Николая Константиновича о железнодорожных изысканиях в Туркестане с его собственным автографом, адресованным помощнику статс-секретаря Государственного Совета М. И. Семевскому.

Увезён из Петербурга осенью 1874 года. До приезда в Ташкент летом 1881 года, то есть, за неполных 7 лет, сменил по меньшей мере 10 мест жительства. Ему нигде не давали приобрести хоть какой-нибудь дом и обзавестись связями. Местами ссылки были: Владимирская губерния, Умань, местечко Тывров близ Винницы.
В эти годы князь занимался научно-исследовательской работой, связанной с Русским географическим обществом. За подписью «Николай, великий князь» была выпущена брошюра «Водный путь в Среднюю Азию, указанный Петром Великим» (Оренбург, 1877). Два сезона, 1877 и 1878 гг., экспедиция князя изучала возможность соединить удобным путём Туркестан и Россию, дойдя в Каракумах до станции Каратугай на Сырдарье. В 1878 году в Оренбурге он издал брошюру «О выборе кратчайшего направления Среднеазиатской железной дороги». Посланный в Петербург проект был признан нерентабельным из-за малонаселённости земель.
Наиболее крупные исследования князя были проведены в 1878 г. Самарской учёной экспедицией, которая изучала судоходство по Амударье и возможность её искусственного поворота по Узбою в Каспий. Готовясь к экспедиции, великий князь постарался собрать из письменных источников почти все сведения об Аму и Узбое, отразив их в вышедшей в начале 1879 г. в Самаре брошюре «Аму и Узбой», перепечатанной через 30 лет в газете «Туркестанский курьер» отдельной книжечкой. По цензурным условиям автор указан двумя латинскими буквами «N.N.», а в примечании безымянно рекомендован как «один из лучших исследователей Средней Азии». Благодаря многочисленному составу видных участников различных специальностей (в том числе И. В. Мушкетова, Н. А. Маева, художников Н. Н. Каразина, Н. Е. Симанова и др.) Самарская экспедиция охватила обширную территорию среднего и нижнего течения Аму со включением района Гиссара. Попутно в той или иной мере были зафиксированы кое-какие древности Термезского района, Шахрисабза, а также некоторые памятники местного ремесленного искусства.
С тематикой о повороте Аму-Дарьи в Каспий связано появление в Петербурге в 1891 г. составленной И. Безгиным по поручению и на средства Николая Константиновича библиографии «Князя Бековича-Черкасского экспедиция в Хиву и посольства флота поручика Кожина и Мурзы Тевкелева в Индию к Великому Моголу (1714—1717)». В предисловии автор ссылается на инициативу «высокопоставленного лица, относящегося с большим интересом и сочувствием к историческим судьбам будущности наших среднеазиатских окраин», не называя это лицо по имени.
С 1874 по 1881 годы Николай Константинович сменил не менее 10 мест жительства. В 1877 году император Александр II выслал его в Оренбург, а 17 августа 1877 года Николай Константинович был лишён титула великого князя и прав на наследство для всех своих потомков.
В Оренбурге он встретил Надежду Александровну фон Дрейер (1861—1929), дочь полицмейстера Александра Густавовича Дрейера и Софьи Ивановны Огановской. Николай Константинович женился на ней 15 (27) февраля 1878 года, венчавшись в храме Казанской иконы Божией Матери в селе Берды, даже несмотря на отсутствие высочайшего позволения, и совершил это под фамилией Волынский, взятой по одному из полков. 28 мая (9 июня) 1879 года Правительствующий синод признал этот брак незаконным.
В 1881 году император Александр III выслал Николая Константиновича в Туркестанский край, в Ташкент. Туда к мужу приехала и Надежда Александровна.

### В Туркестане

Великий князь Николай Константинович с женой Надеждой Александровной в Ташкенте

В Туркестане великий князь жил сначала под именем полковника Волынского. Позже он стал называть себя Искандером. Эту фамилию (в дальнейшем Высочайше узаконенную) носят его потомки — князья Искандеры.

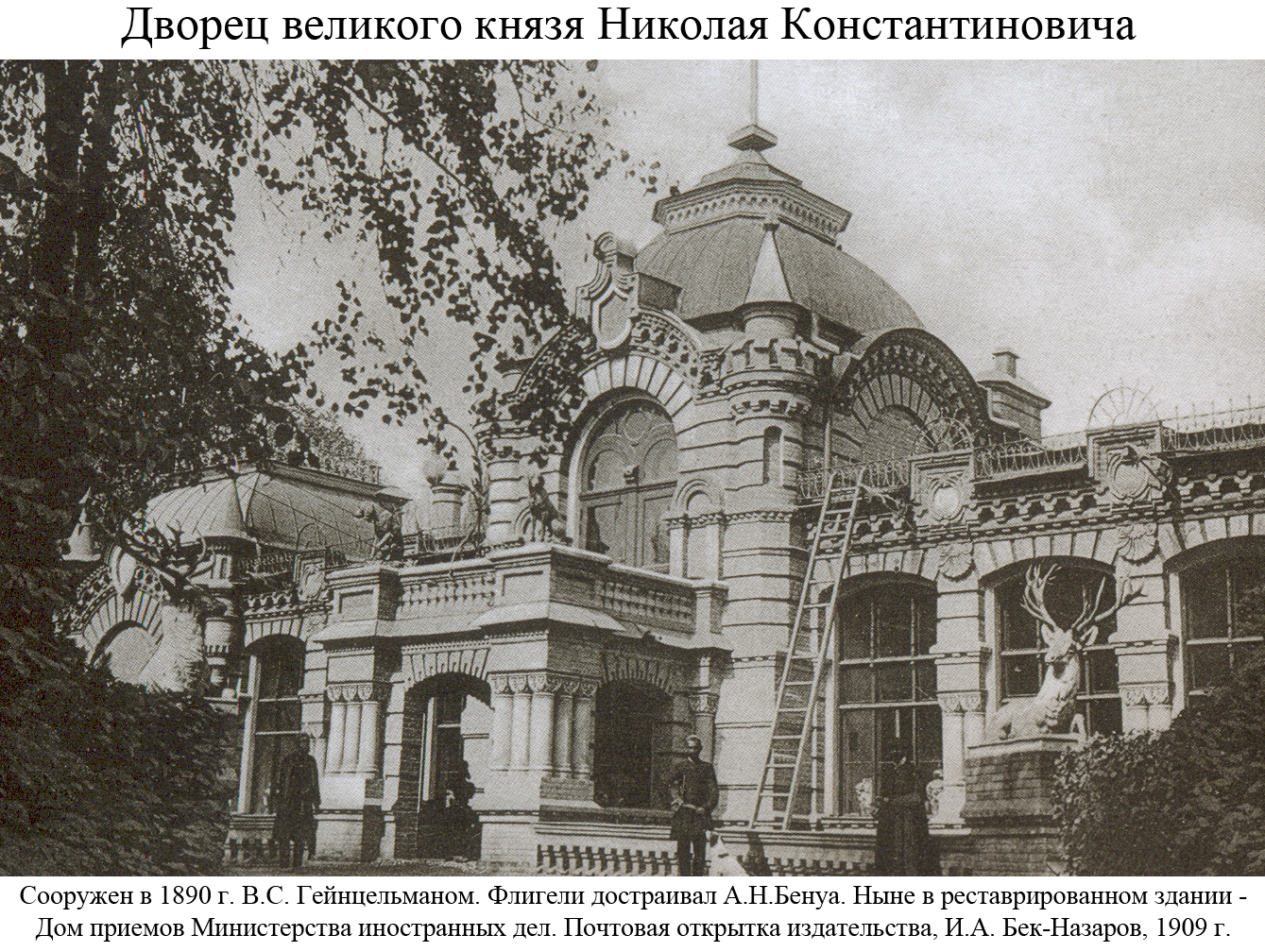
Дворец великого князя в Ташкенте. Вид начала XX века

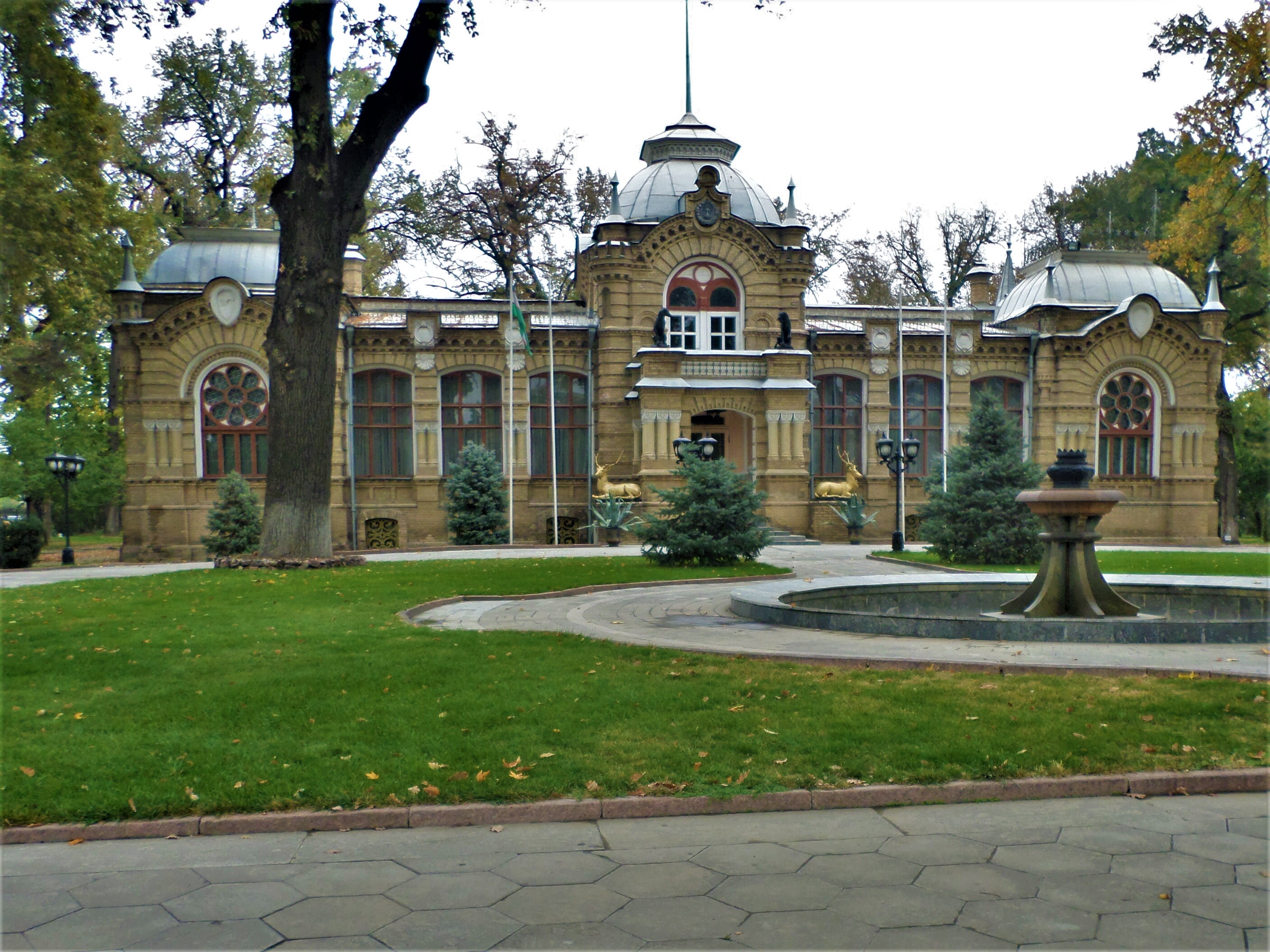
Дворец великого князя в Ташкенте. Вид начала XXI века

Будучи натурой противоречивой, Николай Константинович приобрёл известность многими благородными поступками. Получив от императора 300 тысяч рублей на постройку дворца, он пустил эти деньги на постройку в Ташкенте театра.
Роскошный дворец для его проживания, построенный в центре Ташкента, и сейчас является одной из самых заметных достопримечательностей Ташкента — ныне это дом международных приёмов МИДа Узбекистана.
Известно, что Николай Константинович учредил десять стипендий для выходцев из Туркестана, которые не имели возможности оплатить учёбу в главных учебных заведениях России. В завещании он разделил своё имение «Золотая орда», приносившее миллион рублей дохода, на 10 частей, половину из которых передал на общественные нужды — Ташкентской городской думе для ветеранов-инвалидов, Управлению Туркестаном для поддержания ирригационных сооружений (хотя уже произошла революция и князь не знал, каким будет это управление), создающемуся Ташкентскому университету, Туркестанской учительской семинарии для подготовки учителей сельских школ. Остальные пять частей он разделил между своими оставшимися живыми детьми.

### Предпринимательство
Великий князь занимался предпринимательством, был владельцем ряда предприятий в Ташкенте: завёл мыловаренный завод, фотографические мастерские, бильярдные, продажу кваса, переработку риса, мыловаренные и хлопковые мануфактуры, регистрируя, во избежание родственного гнева, все организуемые предприятия как принадлежащие жене. На деньги, получаемые от предпринимательской деятельности, им был построен первый в Ташкенте кинотеатр (тоже как «бизнес-проект») — «Хива», на собственные деньги он занимался и прокладкой оросительных каналов в Голодной степи.
Николай Константинович оказался превосходным предпринимателем. Он одним из первых обратился к наиболее доходной тогда области промышленности в Туркестанском крае — строительству и эксплуатации хлопкоочистительных заводов. При этом он использовал самые передовые технические идеи своего времени: на его заводах использовался безотходный технологический цикл — семена хлопчатника, остававшиеся после переработки сырца в волокно, употреблялись в качестве сырья на маслобойнях, а жмых шёл как на удобрения, так и на корм скоту.
Николай Константинович занимался благоустройством города Ташкента. Замостил улицы, построил на деньги, отпущенные двором на строительство его дворца, театр, построил клуб, больницу для бедных, богадельню, цирк и даже публичный дом под вывеской «У бабуленьки».
Возле железной дороги им был организован базар, на котором торговцы имели право пользоваться только весами хозяина. «Базар великого князя в Голодной степи» предполагал следующие «тарифы»: за каждый пуд проданного картофеля с торговца взималась 1 копейка, за каждую арбу арбузов или дынь — 30 копеек.
Доходы от предпринимательства составляли внушительную сумму — до полутора миллионов рублей в год. Для сравнения: из Петербурга князю присылали на содержание в год 200 тысяч рублей.

### Орошение Голодной степи
Любимейшей идеей великого князя был проект восстановления «старого тока» Амударьи в Каспий. Ещё в 1879 году в Самаре он организовал общество для изучения среднеазиатских путей, ставившее своей целью выбор направления туркестанской железной дороги и исследования поворота Амударьи в Узбой. В марте 1879 года Николай Константинович опубликовал брошюру под названием «Аму и Узбой» (книга вышла без указания имени автора). В ней автор, опираясь на свидетельства источников — произведения античных и средневековых писателей, — доказывал, что река неоднократно меняла своё направление «исключительно по воле человека». Но правительство не поддержало почин князя — оно само занялось разработкой проекта разворота реки.
В брошюре «Аму и Узбой» великий князь писал: «Россия в течение последних 25 лет овладела большей частью Средней Азии, но некогда цветущий Туркестан достался русским в состоянии упадка. Он наделён от природы всеми благоприятными условиями для быстрого развития своих богатых производственных сил. Расширив оросительную сеть, раздвинув пределы оазисов, Туркестан можно сделать одной из лучших русских областей». План по «повороту Амударьи», вероятно, вполне справедливо, также был сочтён нецелесообразным. Но сама экспедиция, проделавшая более чем тысячекилометровый путь по совершенно неисследованным местам, принесла материал исключительной ценности. Это было отмечено и научными кругами, и даже начальством в Петербурге, наградившим всех участников, за исключением великого князя.
Первым ирригационным проектом князя было выведение из Чирчика по правобережью реки канала, названного им Искандер-арыком. Тогда на этих землях находилось лишь несколько домов бедных дехкан, выселившихся из Газалкента. После проведения Искандер-арыка тут заложили «великокняжеское» селение Искандер. В стороне от посёлка великий князь разбил большой сад. Во время связанных со строительством на Искандер-арыке работ Николай Константинович произвёл археологическое вскрытие расположенного у русла канала кургана, из которого извлекли оружие и другие предметы.
В 1886 году великий князь приступил к «выводу» сырдарьинской воды, желая во что бы то ни стало оросить хотя бы часть Голодной степи между Ташкентом и Джизаком, затратив много энергии и личных средств. Работы, связанные с проведением канала, обошлись князю свыше миллиона рублей. На прибрежной скале около реки, у головного сооружения близ Бекабада, была высечена крупных размеров буква «Н», увенчанная короной.

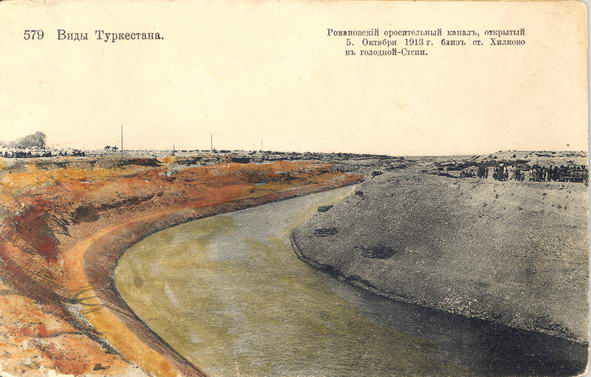
Канал в Голодной степи, построенный на средства Николая Константиновича

Местные жители не очень стремились заниматься земледелием, поэтому Николай Константинович привлёк уральских казаков, высланных в 1875 г. в Туркестан, и рабочих, привлечённых на ирригационное строительство. Вдоль канала возникло семь посёлков, именовавшихся «великокняжескими»: Николаевский, Конногвардейский, Романовский, Надеждинский, Верхне-Волынский, Нижне-Волынский и Обетованный. Николай Константинович всячески благоволил им. Принадлежа к различным раскольничьим сектам, чуждавшиеся как местного мусульманского населения, так и русских, уральцы пассивно сопротивлялись многим распоряжениям администрации и, наоборот, видя «доброе отношение» к себе ссыльного великого князя, упорно именовавшего их к тому же «по старинке» яицкими, а не уральскими казаками, они обращались к нему по самым разным вопросам своего быта, титулуя его «батюшка-князь».
«Моё желание — оживить пустыни Средней Азии и облегчить правительству возможность их заселения русскими людьми всех сословий», — писал Николай Константинович. К 1913 году уже 119 русских селений выросло на орошённых землях вокруг 100-километрового Романовского оросительного канала, оживившего 7 тысяч десятин земли из 40 тысяч десятин Голодной степи. Он был торжественно открыт в годовщину 300-летия Дома Романовых, в 1913 году.

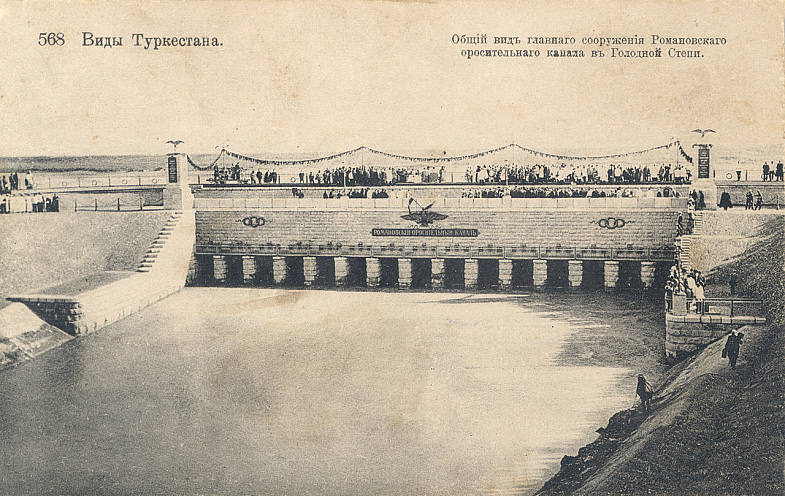
Общий вид головного сооружения оросительного Романовского канала в Голодной степи

В Средней Азии всегда высоко ценились работы, связанные с орошением, особенно новых, земель, не использовавшихся до того под земледельческие культуры. Поэтому упомянутые ирригационные мероприятия Николая Константиновича, самые крупные для своего времени и к тому же осуществившиеся не в принудительном порядке, а с оплатой труда всех участников, способствовали быстрому распространению среди местного населения популярности великого князя.

### Последние годы
С 1909 года, после смерти Михаила Николаевича, Николай Константинович стал старейшим из живых великих князей. В последние годы жизни он страдал астмой. Во время Первой мировой войны возникли проблемы с лекарствами и лечением, и с 1916 года состояние его здоровья существенно ухудшилось.
Николай Константинович приветствовал Февральскую революцию и даже отправил Александру Керенскому телеграмму с пожеланиями успехов, текст которой был опубликован во многих газетах. Он также поднял красный флаг над своим домом. Глава Временного правительства А. Ф. Керенский лично знал Николая Константиновича по Ташкенту, так как почти десять лет они жили по соседству.
После Февральской революции Николай Константинович обрёл гражданскую свободу и поехал в Петроград к жене, невестке и внукам, участвовал в крещении родившейся в феврале внучки Натальи. Но жизнь в столице становилась всё труднее. В канун падения Временного правительства он перевёз всю семью из Петрограда в Ташкент.
Пришедшие к власти большевики не трогали семью великого князя: комиссар Константин Бравин в личной беседе с Николаем Константиновичем не без доли иронии утверждал, что тот может считаться «августейшей жертвой кровавого режима» и поэтому воспринимается как соратник большевиков. Однако, по словам исповедника великого князя отца Феофила, революционеры тайно готовились от него избавиться, чему помешала только смерть князя от естественных причин.
Вскоре после Октябрьской революции и установления в Туркестане советской власти 14 (27) января 1918 года Николай Константинович Романов скончался на даче под Ташкентом от воспаления лёгких; похоронен в Ташкенте у ограды собора, находившегося через дорогу от его дворца. Незадолго до смерти (в декабре 1917 года) он составил завещание, в котором распорядился судьбой своего дворца и сделанных по его инициативе построек.
В ряде публикаций о доме Романовых ошибочно указывалось, что великий князь стал жертвой большевистских репрессий; информация о том, что он якобы был расстрелян в Ташкенте (иногда существенно позже реальной даты смерти — например, в июле 1918 года, в одно время с расстрелом Николая II и других Романовых) иногда тиражируется и в наше время. В постановлении от 17 июля 1998 года о прекращении уголовного дела № 18/123666-93 «О выяснении обстоятельств гибели членов Российского императорского дома и лиц из их окружения в период 1918—1919 годов», вынесенном Старшим прокурором-криминалистом Главного следственного управления Генеральной прокуратуры Российской Федерации, старшим советником юстиции В. Н. Соловьёвым, который проводил соответствующую проверку по делу, в пункте 10.4 постановления констатировалось (цитируется по материалам сайта Интернет-проект «Царская семья: Последние дни, расстрел, обретение останков»):

10.4. Смерть великого князя Николая Константиновича Романова.

В различных источниках высказывались предположения о расстреле или иной насильственной причине смерти великого князя Николая Константиновича Романова (1850—1918), который за недостойное поведение был сослан в Ташкент императором Александром II в 1874 году и умершего там в 1918 г. [так в тексте]

Так, в периодическом издании «Наша Газета» № 13 от 17 января 1918 года (орган исполнительного комитета Ташкентского Совета рабочих и солдатских депутатов) была опубликована заметка следующего содержания: «Похороны гражданина Романова. Вчера в Ташкенте состоялись похороны б. великого князя, гражданина Николая Романова, скончавшегося в воскресенье, 14 января, в 6 часов утра. Тело Романова предано земле у ограды военного собора». Также в газете «Новый путь» от 18 января 1918 года дан некролог следующего содержания: «О смерти великого князя Николая Константиновича Романова (1850 г.р.), умер в ночь с 13 на 14 января 1918 года от воспаления легких на даче под Ташкентом и похоронен 16 января 1918 года в Ташкенте, в сквере рядом с Военным Георгиевским Собором».

Имеется и протокол заседания Исполнительного Комитета Ташкентского Совета Солдатских и Рабочих Депутатов от 15 января 1918 года, на котором была рассмотрена просьба жены Романова Н. К. о месте его захоронения — «Слушали просьбу жены Николая Константиновича Романова о разрешении похоронить умершего бывшего великого князя у военного собора. Постановили разрешить, похоронить, но с предложением не производить каких-бы то ни было процессий».

Следствие считает установленный факт смерти Романова Николая Константиновича не связанным с какими-либо репрессиями со стороны властей.

…

По другим данным, тяжело больной Николай Константинович скончался 8 февраля 1918 года.
Отпевание почившего состоялось в ташкентском соборе, а похороны на кладбище состоялись под исполнение оркестром «Интернационала» и похоронного марша Шопена. Существуют свидетельства, что местные жители провожали князя в последний путь со словами «Прощай, благодетель наш».

## Коллекция великого князя
В середине 1916 года, выступая на заседании Ташкентской городской думы, он сказал:
Приехав впервые в Туркестан, к занятию Хивы, весной 1873 года, я задумал навсегда поселиться в Средней Азии, чтобы заняться оживлением пустынь. Генерал-адъютант Розенбах, туркестанский генерал-губернатор, поручил знаменитому инженеру Гейнцельману построить для меня великолепный маленький дворец в Ташкенте против Иосифо-Георгиевской церкви. Сюда были собраны все редкости, хранившиеся у меня с детства, все мои исторические портреты, картины, художественные вещи, картины, оружие и статуи. Музей этот я решил тогда же завещать любимому моему городу Ташкенту, на что я буду просить высочайшего соизволения и если представителям города Ташкента угодно будет принять этот дар после моей и Надежды Александровны смерти.
Вильгельм Соломонович Гейнцельман занимал пост чиновника особых поручений по строительной части при канцелярии туркестанского генерал-губернатора. Он окончил Петербургский институт гражданских инженеров и спроектировал дворец из жжёного кирпича, как «охотничий замок» в лесу, поскольку князь был большой любитель охоты, ходивший, между прочим, на медведей в Беловежской пуще; а в Туркестане он несколько раз выезжал охотиться даже на тигров, водившихся в конце XIX в. в долине реки Чирчик и по среднему течению Сырдарьи. План дворца напоминает очертания двуглавого орла, главный вход украшен бронзовыми скульптурами охотничьих собак, а перед ним на пьедестале высится мраморная статуя обнажённого Атланта. У двух подъездов размещены фигуры благородных оленей в натуральную величину, как в Павловском дворце.
Коллекция картин европейской и русской живописи, собранная Великим князем и привезённая им из Санкт-Петербурга, явилась основой для создания в 1919 году музея искусств в Ташкенте, имеющего одну из самых богатых коллекций картин европейской живописи среди художественных музеев Средней Азии.
В январе 2019 года в подвале особняка великого князя в Ташкенте был обнаружен клад стоимостью более 1 миллиона долларов. В коллекции редкие произведения искусства, золотые и серебряные монеты и посуда, всевозможные предметы старины, картины, иконы и изделия из драгоценных металлов. Ценности были взяты под государственную охрану как памятник исторического значения и перевезены в музей. В ближайшее время часть из них планируется передать в специальную лабораторию, где немецкие и польские специалисты займутся проведением реставрационных работ.

### Судьба одной скульптуры

Фанни Лир в виде Венеры с яблоком, скульптор Томазо Солари. Из коллекции Юсуповского дворца в Санкт-Петербурге — уменьшенная копия скульптуры из Ташкентского музея искусств

Во время своего второго путешествия в Европу Николай Константинович и Фанни Лир побывали в Риме на вилле Боргезе. Здесь он залюбовался знаменитой скульптурой Антонио Кановы, изображавшей Полину Боргезе, младшую сестру Наполеона I, в виде обнажённой красавицы, лежащей на мраморном ложе в виде Венеры-победительницы с яблоком в левой руке. Николай Константинович тут же заказал скульптору Томмазо Солари (Tommaso Solari, 1820—1889) изготовление практически точной копии скульптуры, только вместо Полины Боргезе на мраморном ложе должна была лежать его возлюбленная — Фанни Лир.

Фанни Лир в виде Венеры с яблоком. Скульптура «Венера с яблоком» из коллекции Ташкентского музея искусств

В своих мемуарах мисс Лир вспоминала то неприятное впечатление, которое у неё вызывала накладываемая на её лицо гипсовая маска, с помощью которой скульптор впоследствии воспроизвёл в мраморе черты её лица. Скульптор их заверил, что по окончании работы скульптура будет отправлена в Петербург. Своё обещание он сдержал.
Спустя много лет, когда великий князь уже находился в ташкентском изгнании, его мать, Александра Иосифовна, сделала ему подарок. Во время прогулки в парке она наткнулась на мраморную скульптуру полуобнажённой женщины с яблоком в руке. Она узнала в этой женщине Фанни Лир — возлюбленную своего старшего сына. И вскоре скульптуру, упакованную в деревянный ящик, отправили в Ташкент Николаю Константиновичу. Позднее эта мраморная скульптура стала одним из украшений Ташкентского музея изобразительных искусств.

## Награды
- Орден Святого Андрея Первозванного (02.02.1850)
- Орден Святого Александра Невского (02.02.1850)
- Орден Святой Анны 1 ст. (02.02.1850)
- Австрийский Орден Святого Стефана большой крест (1874)
- Орден Святого Владимира 4 ст.с мечами и бантом
- Золотая сабля с надписью «За храбрость»(1873)

## Отношение к престолонаследию
Николай Константинович занимал достаточно высокую позицию в порядке наследования российского престола: в момент рождения в 1850 г. — седьмую (после дяди, четырёх двоюродных братьев и отца), в момент падения монархии в 1917 г., когда он был старейшим живущим великим князем — восьмую (после цесаревича Алексея, Михаила Александровича, Кирилла, Бориса и Андрея Владимировичей, Павла Александровича и Дмитрия Павловича). Формально он не был лишён прав на престолонаследие, несмотря на официальное объявление недееспособным, и включался во все публикуемые перечни династии.
Николай Константинович всю жизнь считал, что его дяде Александру II престол достался «по недоразумению». Он утверждал, что законным преемником царя должен считаться тот из его сыновей, который родился у него, когда он был уже государем или хотя бы наследником (на самом деле в павловском законе о престолонаследии подобной нормы не содержится). Поскольку после смерти бездетного Александра I и отречения следующего по старшинству Константина Павловича на трон взошёл в 1825 году младший брат Николай Павлович, на момент рождения своего старшего сына Александра (1818) наследником не являвшийся, право наследовать Николаю I якобы было у родившегося уже в 1827 году сына Константина и его потомков. Об этом великий князь Николай Константинович говорил открыто, что делало его для Александра II и Александра III «беспокойным лицом».

## Семья

### Супруги

#### Княгиня Искандер
Первая жена — Надежда фон Дрейер (1861—1929), дочь оренбургского полицмейстера Александра Густавовича фон Дрейера и Софьи Ивановны Огановской. Морганатический брак, заключённый 15 декабря 1878 года, по указанию Александра II был расторгнут Священным Синодом, хотя супруги продолжали жить вместе (подробности см. выше). Впоследствии Александр III разрешил узаконить брак. 22 апреля (4 мая) 1899 года дворянке Надежде Дрейер высочайше повелено именоваться впредь фамилиею «Искандер». Надежда Александровна под именем княгини Искандер неоднократно посещала Санкт-Петербург, стараясь наладить связи с монаршей роднёй, в чём ей способствовала сестра Николая Константиновича, греческая королева Ольга. Обоих сыновей приняли в Санкт-Петербурге в привилегированный Александровский лицей.
На Надежду Александровну великий князь записывал все свои деловые активы в Туркестане. После его смерти она была смотрительницей музея до 1924 года по завещанию великого князя, затем её уволили. Она нашла приют в сторожке при бывшем дворце Николая Константиновича. Дата смерти Надежды Александровны точно неизвестна. Известная швейцарская путешественница Элла Майяр в своей книге «Turkestan Solo» приводит фотографию Надежды Александровны Искандер, сделанную на одном из базаров Ташкента в 1932 году. В книге она пишет: «Не было возможности взять интервью у жены Великого Князя. Её волнистые волосы были покрыты косынкой, старческое лицо было в пудре. Княгиня передвигалась от прилавка к прилавку с недовольным видом и инквизиторским взглядом. Княгиня была одета в серый пиджак отменного качества и белое платье с подбором, она опиралась на зонт как на костыль, неся портфель под рукой».

##### Дети
1. Старший сын — Артемий (род. 19 [31] декабря 1878 года в Самаре), высочайше пожалован фамилией «Искандер» и правами, личному дворянину присвоенными, 12 (24) августа 1889 года. По одной версии погиб во время Гражданской войны, сражаясь на стороне белых, по другой — умер от тифа в Ташкенте 25 декабря 1920 году. Женат был с 1901 по 1916 год, имел 5 детей — Константин (1903—1990), Николай (1905—1967), Иван (1907—1998), Пётр (1910—2008) и Александр (1912—1943).
2. Младший сын — Александр (род. 15 [27] ноября 1887 года в Ташкенте), высочайше пожалован фамилией «Искандер» и правами, личному дворянину присвоенными, 10 (22) марта 1894 года. Боевой офицер, участвовал в антибольшевистском восстании в Ташкенте в январе 1919 года, сражался в Русской армии Врангеля, потом эвакуировался в Галлиполи, а затем — во Францию, где и умер в городе Грасе в 1957 году. Написал мемуары о гражданской войне — «Небесный поход»[25]. Жёны: 1) 1912—? — Ольга Иосифовна Роговская (1893—1962), развелась, осталась в России. Дети от этого брака носили фамилию отчима «Андросов»; 2) 1930 — Наталья Константиновна Ханыкова (30.12.1893—20.03.1982).
  1. Николай Николаевич Андросов (1910—1989).
  2. Кирилл Николаевич Андросов (князь К. А. Искандер; 1914—1992), участник Великой Отечественной войны.
  3. Наталья Николаевна Андросова (княжна Н. А. Искандер; 1917—1999), всю жизнь прожила в СССР и России; занималась мотогонками, выступала в цирке (гонки по вертикали), мастер спорта СССР по мотогонкам; в Великую Отечественную войну была водителем на «полуторке». Младший сын Николая Константиновича — князь Александр Искандер

Младший сын Николая Константиновича — князь Александр Искандер

#### Казачка Дарья Часовитина
В 1895 году князь женился на Дарье Елисеевне Часовитиной (1880—1953/1956) — 15-летней дочери ташкентского жителя, принадлежащего к казацкому сословию. От этого союза у него было несколько детей. При этом он мог появиться в обществе одновременно с двумя своими жёнами.

##### Дети
1. Дарья (1896—1966) — жила в Москве и некоторое время работала секретарём советской писательницы Мариэтты Шагинян.
2. Святослав (30 июня 1897 Ташкент— 27 декабря 1919) Ташкент — расстрелян.
3. Николай (6 декабря 1898 Ташкент — 29 декабря 1924). Ташкент

#### Валерия Хмельницкая
В 1901 году великий князь обвенчался с Валерией Хмельницкой — 16-летней девушкой из знатного, но обедневшего шляхетского рода. «Узнав об этом, Петербург страшно всполошился, — вспоминал князь. — Прислали комиссию во главе с адмиралом Казнаковым. Они всё аннулировали и с умным видом записали, что мне не может быть предоставлена полная свобода».
Семью Хмельницких выслали из Ташкента на Кавказ, а великого князя препроводили сначала в Тверь, затем в Балаклаву и наконец в Ставрополь. Там он провёл пять лет. К нему вернулась жена Надежда Александровна. Она просила смягчить условия содержания супруга. Встреча с сестрой, королевой Греции Ольгой Константиновной, которая приплыла на яхте с младшим сыном Христофором по дороге в Петербург специально для встречи с братом, одушевила его на время. Королева выхлопотала для брата разрешение вернуться в Ташкент.

### Внебрачные дети
1. Мать — Александра Александровна Демидова (урож. Абаза) (1853—1894). Их дети в 1888 г. получили от императора Александра III дворянство с фамилией «Волынские» и отчеством «Павловичи», так как в это время мужем их матери (с 1879) был граф Павел Феликсович Сумароков-Эльстон (1853—1938).
  1. Николай (1875—1913) — участник русско-японской войны, полковник гвардии в отставке, написал ряд трудов по истории русской кавалерии.
  2. Ольга (1877—1910) — сошла с ума.